# Widoczność graniczna
Widoczność graniczna (ang. limiting magnitude, LM) – obserwowana wielkość gwiazdowa najsłabszego obiektu dostrzegalnego w danych warunkach obserwacyjnych przy pomocy określonego instrumentu.
W astronomii amatorskiej widoczność graniczna często odnosi się do najsłabszych gwiazd widocznych gołym okiem (przy idealnych warunkach ok. 6m).